# Zonas de paz

Zonas de paz para 2018 en rojo. En las zonas delimitadas, los funcionarios policiales no pueden ingresar.

Las zonas de paz es un eufemismo que recibieron varias zonas en Venezuela delimitadas por el gobierno nacional donde los funcionarios policiales no pueden ingresar a la localidad a realizar operativos a cambio de que los delincuentes de la zona no cometan crímenes. Según periodistas especializados, las zonas de paz aumentaron el nivel de delincuencia, robos, asesinatos, secuestros y extorsiones, ya que los responsables no pueden ser aprehendidos por la policía mientras estén dentro del perímetro restringido para los funcionarios.

## Historia

### Cota 905
La Cota 905 es el sector de Caracas con más bandas delictivas activas, por lo que durante la presidencia de Nicolás Maduro se introdujo la Operación Liberación del Pueblo (OLP), donde los efectivos de seguridad hacían un seguimiento a los delincuentes de la zona con prontuario criminal y eran ajusticiados. En 2017 se realizaron 25 operativos de la Fuerzas de Acciones Especiales (FAES) en la Cota 905, siendo uno de los sectores de Caracas donde se han realizado más operativos especiales. Sin embargo, el índice delictivo del barrio y de las zonas aledañas, no ha disminuido. Los habitantes de la Cota 905 pidieron a Delcy Rodríguez, a Jorge Rodríguez, al ministro Jorge Infante y a Antonio Álvarez  que prohibieran la entrada de los funcionarios policiales. Los efectivos aceptaron el acuerdo a cambio de que los delincuentes dejaran de usar las bandas delictivas para matar policías, articular robos de carros, extorsión y secuestro. El 25 de agosto de 2017 la Cota 905 fue declarada como “zona de paz” después de que negociaran presuntamente con la comunidad delictiva del lugar. Como ha ocurrido en otras “zonas de paz”, los funcionarios policiales no pueden ingresar a la localidad a realizar operativos. A pesar de esto, quince días después del acuerdo fue asesinado un joven prospecto del baloncesto, secuestraron a un empleado de la embajada de Estados Unidos y, posteriormente, al hijo de un general de la Guardia Nacional Bolivariana.
En 2021, durante tres días tuvieron lugar fuertes enfrentamientos entre FAES y comisiones policiales contra la banda de "el Koki" (Carlos Luis Revete), ''el Vampi" (Carlos Calderón Martinez) y "el Galvis" (Garbis Ochoa Ruíz), dejando sitiado a un tercio de la población de nueve parroquias de Caracas en la cota 905, mucha gente abandono sus casa por el tiroteo, el parte preliminar del día miércoles era de 3 ciudadanos y un delincuente muerto, cinco ciudadanos y dos funcionarios heridos, el jueves era de 4 muertos y 13 heridos, el  viernes dejó 3 funcionarios fallecidos, 8 funcionarios heridos, 18 ciudadanos heridos, ciudadanos desplazados acusan a ministra de relaciones interiores, justicia y paz, Carmen Meléndez, por omisión de violencia insertada por la banda del Koki.